# Термомеханическая масса
Термомеханическая масса (ТММ) — используемый в производстве бумаги и картона полуфабрикат, получаемый путем переработки древесной щепы с использованием тепла (отсюда — «термо») и механического измельчения (отсюда — «механическая»).
В процессе производства ТММ древесина сначала очищается от коры и превращается в щепу. Следующим этапом, характерным для производства данного типа древесной массы, является пропарка щепы перед размолом. Затем древесная щепа механически размалывается в рафинёрных барабанах с подачей водяного пара под атмосферным или избыточным давлением, что способствует поддержанию температуры выше 100°С. Размол пропаренной щепы может осуществляться в одну или две ступени.
Термомеханическая масса является наиболее экономичным полуфабрикатом (что объясняется сравнительной простотой производства и тем, что выход продукта по отношению к древесине составляет 93-98 %). Кроме того, при производстве ТММ практически не остаётся отходов, загрязняющих природную среду.